# Таммет, Танел
Танель Таммет (эст. Tanel Tammet; 1965, Таллин) — эстонский учёный, профессор и инженер. Был одним из основателей эстонской партии зелёных.

## Биография
Родился в 1965 году в Таллине. С ранних лет Таммет имел доступ к компьютерам Тартуского университета, поскольку его отец работал на физическом факультете. В итоге он окончил математический факультет по специальности «информационные технологии». Он интересовался автоматическим доказательством теорем. В 1992 году получил докторскую степень в Гётеборгском технологическом университете Чалмерса. Большую часть 1990-х жил в Швеции, затем вернулся в Таллинн.
Таммет получил международное признание благодаря своей программе Gandalf для автоматического доказательства теорем, которая побеждала в различных категориях конкурса CADE CASC шесть раз в период между 1997 и 2003 годом. Он был эстонским делегатом в Группе по технологиям информационных систем Исследовательской и технологической организации НАТО. Он часто любит рассуждать об искусственном интеллекте и утверждает, что он уже существует, хотя и в примитивной и распределённой форме.
В 2006 году Таммет стал одним из основателей и членом правления эстонской партии зелёных. Партия прошла в Рийгикогу на выборах следующего года, получив 7,1 % голосов и шесть мест. В 2010 году, на фоне растущей напряженности и после неудачного участия в выборах в Европарламент и в местных выборах, Таммет вместе с 19 другими членами был исключён из партии. Партии впоследствии не удалось набрать минимальные 5 % голосов на выборах 2011 года и пройти в парламент.
Таммет является профессором Таллиннского технического университета и руководителем его института информатики. Ранее он оказал помощь в создании таллинского IT-колледжа и находился с его совете консультантов с момента его создания в 2003 году. Таммет также работал в Институте кибернетики в Таллинне.
Таммет женат и имеет двух сыновей. В 2002 году он был удостоен Ордена Белой звезды 5-й степени.

## Книги
- Tammet, Tanel; Teejuht võrgumaailma, Tartu : Ilmamaa, 1997. ISBN 9985821874
- Tamme, Tõnu; Tammet, Tanel; Prank, Rein; Loogika: Mõtlemisest tõestamiseni, Tartu : Tartu Ülikooli Kirjastus, 1997. ISBN 9985562313